# Dent de Lys
De Dent de Lys is een berg gelegen in de Berner Alpen in Zwitserland. Hij heeft een hoogte van 2.014m.